# Juan Ribalta

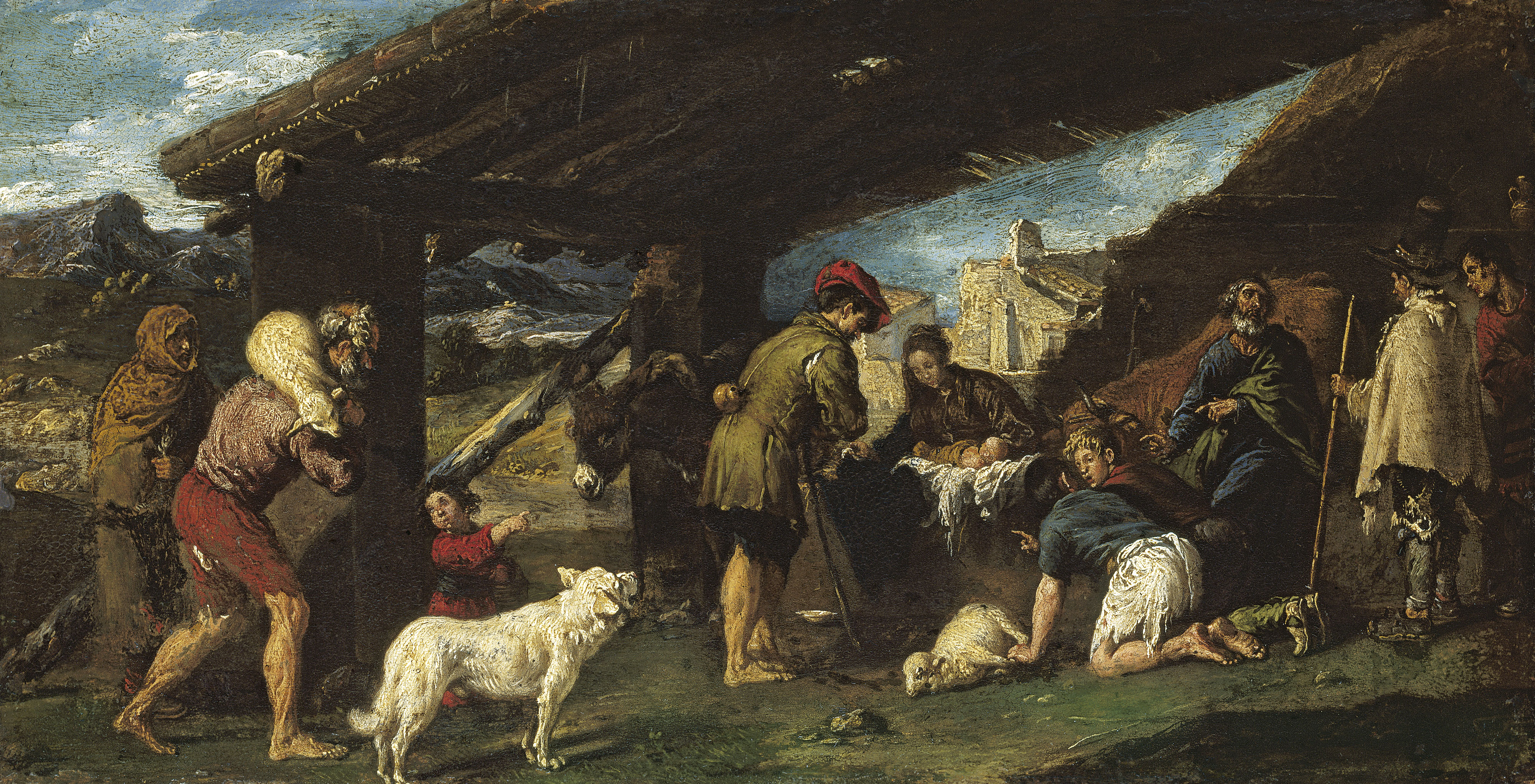
Juan Ribalta, Adorazione dei pastori, 1616 circa

Juan Ribalta (Madrid, 1597 – Valencia, ottobre 1628) è stato un pittore spagnolo.

## Biografia
Figlio del pittore caravaggesco Francisco Ribalta, dopo l'apprendistato nella bottega paterna Juan dimostrò personalità artistica e divenne uno dei più noti artisti spagnoli del XVII secolo, anche se la morte prematura ne troncò la promettente carriera. Perse sua madre Inés Pelayo nel 1601. Firmò la sua prima opera nel 1615, la Preparazione alla Crocefissione, tela complessa nella composizione e in cui dimostrò di aver già assimilato i modelli manieristi paterni, anche con qualche tocco naturalistico. Palomino, il suo primo biografo, avvertì la padronanza del giovane Juan, rispetto all'arte del padre, sottolineando che i due artisti erano difficili da distinguere, anche se la pennellata del padre era più definita e quella del figlio più sciolta.
Con l'arrivo di Pedro Orrente a Valencia, nel 1616, Juan colse ispirazione anche da questo pittore che aveva assimilato toni e modi derivati della bottega di Jacopo da Bassano. Nell'Adorazione dei pastori - opera su rame, di piccole dimensioni - suggerisce lo spazio di un paesaggio verde e palpitante di vita, con case rustiche, mentre il cielo notturno si stempera in un primo riflesso di luce che annuncia l'apparire di un nuovo giorno e anche l'evento della buona novella. Juan Ribalta ha usato in questo dipinto la tecnica delle brevi pennellate, tratte da una tavolozza di colori freschi e luminosi.

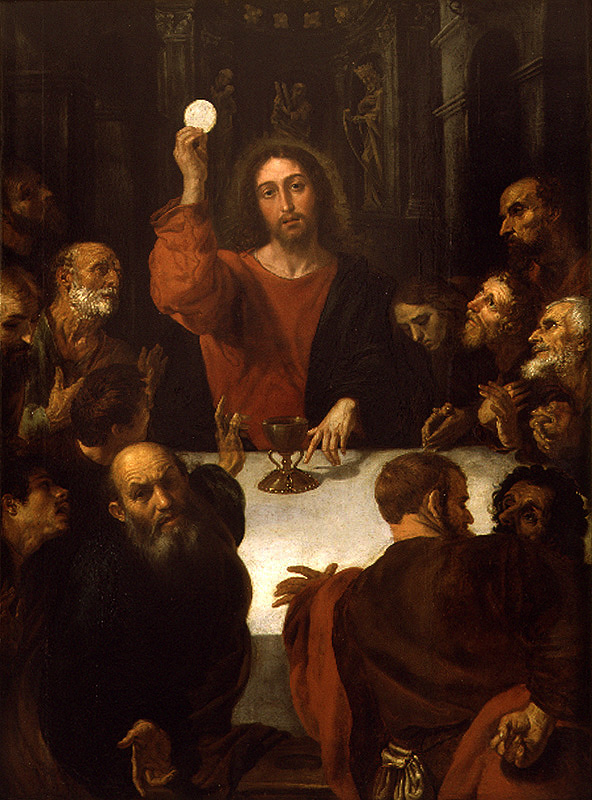
Juan Ribalta, Ultima Cena, Museo di belle arti di Valencia

Nel 1618 Juan Ribalta si sposò e dimostrò anche di avere inclinazioni letterarie, partecipando quell'anno, a Valencia, alla gara poetica per celebrare la beatificazione del vescovo di Valencia Tommaso da Villanova. Dal 1624 dipinse in uno stile più sobrio e rigoroso, forse influenzato dal tono maggiormente naturalistico di suo padre Francisco. Un esempio di questo stile è la figura monumentale di San Giovanni Evangelista, ora al Museo del Prado.
Juan Ribalta morì a Valencia nell'ottobre 1628 - forse vittima del tifo - nove mesi soltanto dopo la morte di suo padre. Tre suoi dipinti sono al Museo del Prado: le due tele con gli evangelisti che provengono dalle collezioni reali - forse acquisite da Carlo IV di Spagna, durante il viaggio a Valencia, alla fine del 1802 - mentre il San Giovanni Evangelista è un'acquisizione recente del museo (del 1961) ed è giunta priva di precedenti riferimenti.

## Opere

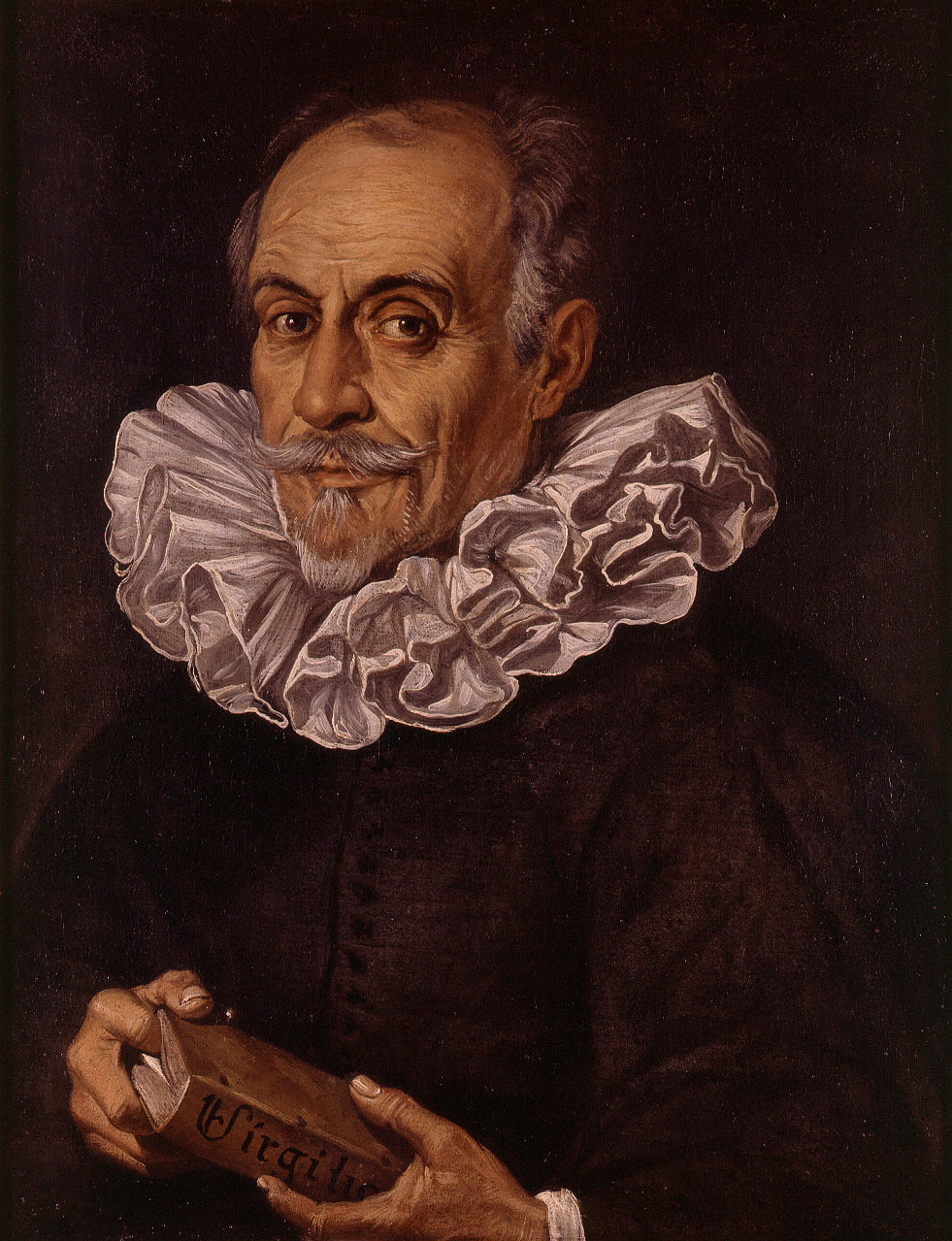
Juan Ribalta, Ritratto del poeta Gaspar de Aguilar, Museo di belle arti di Valencia

- San Pietro, 1625 – 1627, olio su tela, 167x63 cm, inventario: 484, Museo di belle arti di Valencia
- Ritratto del poeta Gaspar Aguilar, 1641, olio su tela, 65,5x49,5 cm, inventario: 481, Museo di belle arti di Valencia
- Ultima Cena, 1620 – 1628, olio su tela, 116x86 cm, inventario: 480, Museo di belle arti di Valencia
- Preparativi per la Crocefissione, 1615, olio su tela, 355x235 cm, Firmato: "Ioannes Ribalta Ping", inventario: 578, Museo di belle arti di Valencia
- San Sebastiano, 1616, Cattedrale di Valencia
- Adorazione dei pastori, olio su rame, 15x29,5 cm, firmata: "J. Ribalta mano propria", inventario: 69/205, Museo di belle arti di Bilbao
- San Giovanni Evangelista, circa 1618-1624, olio su tela, 182 x113 cm, Museo del Prado
- San Gerolamo, olio su pannello, Museo di belle arti della Catalogna, Barcellona
- San Matteo e San Giovanni Evangelista, oli su tela, circa 1625, 66 x102 cm, museo del Prado
- San Marco e San Luca, circa 1625 , olio su tela, 66 x102 cm, Museo del Prado